# 桜井線
桜井線（さくらいせん）は、奈良県奈良市の奈良駅から奈良県大和高田市の高田駅までを結ぶ西日本旅客鉄道（JR西日本）の鉄道路線（地方交通線）である。万葉まほろば線（まんようまほろばせん）という愛称が付けられており、愛称制定後は旅客案内において正式路線名の「桜井線」と案内されることはほとんどない。

## 概要
全線が奈良県内にあり、起点の奈良駅で関西本線（大和路線）、終点の高田駅で和歌山線に接続している。
開業時は大阪市・京都市などから橿原市・桜井市・天理市方面へ向かう重要な交通機関として位置づけられていたが、近畿日本鉄道（近鉄）の前身である大阪電気軌道および奈良電気鉄道によって現在の近鉄大阪線・京都線・橿原線・天理線などが建設された（天理線は天理軽便鉄道が建設したものを買収）ことにより、利用客の多くはそれらの路線に流れた。そのため、当線はローカル線の趣きが強くなっている。特に、近鉄大阪線とほぼ並行する桜井駅 - 高田駅間は利便性の面で近鉄に劣ることもあって、利用者が少ない。
近畿統括本部が管轄する奈良駅をのぞき、全線が大阪支社の王寺鉄道部の管轄であったが、2023年6月に王寺鉄道部が廃止された後は奈良駅が管理している。全線が旅客営業規則の定める大都市近郊区間の「大阪近郊区間」、およびIC乗車カード「ICOCA」エリアに含まれている。
2014年度から導入された路線記号はU。

### 愛称の制定
2009年11月時点では路線愛称はなく、旅客案内上でも正式路線名がそのまま使用されていたが、2010年に「平城遷都1300年祭」や、「奈良デスティネーションキャンペーン」といったイベントが開催されることから、より親しみをもってもらえるように愛称名を公募していた。
選考の結果、沿線に日本最古の歌集である「万葉集」に多く詠まれた名所・旧跡が点在していること、「まほろば」は奈良を連想させる言葉として全国的に広く浸透しており、沿線のイメージと重なることから「万葉まほろば線」に決定した。愛称は2010年3月13日のダイヤ改正から使用されている。なお、富山県高岡市にある路面電車「万葉線」とは、由来は同じであるが資本・人材等の関係は一切ない。

### 路線データ
- 管轄（事業種別）：西日本旅客鉄道（第一種鉄道事業者）
- 路線距離（営業キロ）：29.4 km[1]
- 軌間：1067mm
- 駅数：14（起終点駅含む）[1]
  - 桜井線所属駅に限定した場合、関西本線所属の奈良駅と和歌山線所属の高田駅が除外され[9]、12駅となる。
- 複線区間：なし（全線単線）
- 電化区間：全線電化（直流1,500 V）
- 閉塞方式：自動閉塞式（特殊）
- 運転指令所：大阪総合指令所
- 最高速度：85 km/h
- IC乗車カード対応区間：
  - ICOCAエリア：全線（227系1000番台の場合は、車載型IC改札機での対応、また全線PiTaPaポストペイサービス対象区間でもある。）

## 沿線概況
沿線には、万葉集に詠まれた名所や史跡が多く、車窓からは三輪山や大和三山を望むことができ、奈良駅から桜井駅までは山辺の道（山の辺の道）に沿っている。
高架駅の奈良駅を出て関西本線（大和路線）と分かれ大きく左にカーブし、奈良県道754号を渡ると地上へ降りる。右にカーブする曲線部に京終駅があり、南下をはじめる。長い下りこう配を降りると帯解駅、そこからほぼ真っ直ぐに進むと櫟本駅である。
櫟本駅を出てすぐに西名阪自動車道を潜り、右手に広い留置線が見え、天理市の中心部、高架駅の天理駅に着く。近鉄天理線との接続駅で、近鉄天理線とは直角方向に位置している。日本で唯一宗教団体の名称が自治体名となっており、駅周辺にも天理教の施設が多くある。駅構造は島式ホーム2面4線であるが、通常は東側の1面2線しか使用されておらず、西側の1面2線は団体列車または留置線の入出区に使用されている。
天理駅を出て高架を降りてしばらく南下すると長柄駅・柳本駅・巻向駅と続く。巻向駅は左カーブの曲線部にあり、駅の目の前は邪馬台国の宮殿であった可能性のある纒向遺跡がある。現地説明会が行われた際には、多くの考古学ファンが詰めかけた。巻向駅から緩やかな下り勾配を進み、右手に大きな鳥居が見えてくると三輪駅に至る。大神神社の参道が駅前まで続いており、特に年末年始は多くの初詣客が訪れる。
大和川を渡り、中和幹線を潜ると、やがて右にカーブして近鉄大阪線と鋭角に交差すると桜井駅に着く。近鉄大阪線との接続駅で、かつては近鉄との共同使用駅であったが1995年に改札が分離されている。日中の奈良方面からの列車の半数はこの駅で折り返している。
桜井駅で南下を終えて、ここから先は近鉄大阪線と並走して西進する。右手に近鉄大阪線が見えるが、住宅によりその景色が遮られると香久山駅である。駅のホームからは大和三山の一つの天香具山が見える。その先で国道165号と交差して左手に広大な空き地があるが、これが日本史上最初で最大の都城である藤原京跡で、当線はその北端を走る。右手には耳成山が見え、国道165号を高架で越えると、相対式2面2線の畝傍駅につく。畝傍駅は橿原市の市街地にあり、橿原神宮や神武天皇陵の最寄り駅であったため、参拝する皇族のために駅舎内には貴賓室が設けられている（現在は閉鎖され、公開もされていない）。かつて畝傍駅からは近鉄吉野線の旧線でもある小房線が分岐していた。
畝傍駅を出てすぐに近鉄橿原線を越えると、西進を続けると左手に畝傍山が見えはじめ、奈良県を南北に貫く国道24号（橿原バイパス）を高架で越えるとイオンモール橿原の最寄り駅金橋駅、そして右にカーブしながら進路を北に変えると、左手から和歌山線から合流してきて終点の高田駅に着く。なお朝と夕方以降の殆どの列車は高田駅から和歌山線王寺方面に直通する。

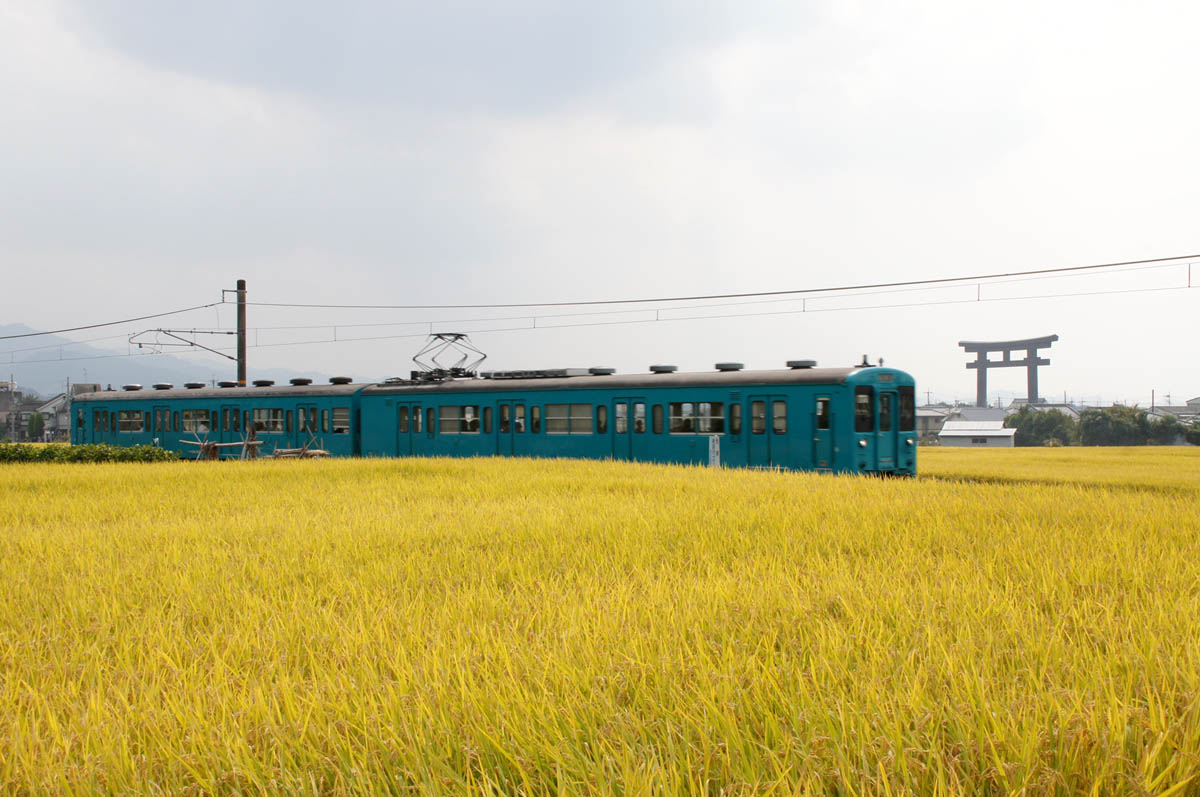
三輪駅の奈良寄りでは大神神社の鳥居が田畑の奥に見える。
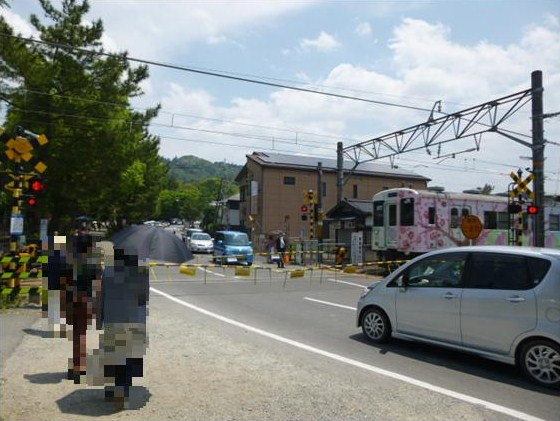
大神神社参道と直交し独特の景観を生みだしている。

## 運行形態
2022年3月12日改正時点の日中の運転本数は、平日が奈良駅 - 高田駅間の全線で1時間に1本、土休日が奈良駅 - 桜井駅間で1時間に2本（約30分間隔）、桜井駅 - 高田駅間で1時間に1本である。
奈良駅 - 桜井駅の区間運転のほかは、奈良駅 - 高田駅間の運転で、朝と夕方以降の時間帯には高田駅から和歌山線の王寺方面へ直通する。朝ラッシュ時には、奈良駅から桜井線（万葉まほろば線）経由でJR難波駅へ直通する快速が運行されている。かつては定期列車として奈良線からの直通列車が運転されていたり、2022年3月11日まで日中は高田駅で折り返して和歌山線に乗り入れ奈良駅 - 和歌山駅間を直通運転していたりしたが現在は行われていない。
基本的にはワンマン運転だが、朝ラッシュ時（大和路線直通の快速を含む）や、大神神社の月次祭など、沿線で催し物が行われる場合には、車掌乗務で運転される列車もある。運賃箱はあるものの、一般的なワンマン運転とは違い、運転士による運賃収受の確認は行われない。2020年に新型コロナウイルス感染症の世界的流行がもたらされたことにより、運転士の感染防止対策として運賃箱を使用停止にして仕切り扉を閉め、各駅の集札箱またはICカード読み取り機で精算する形に変更された。2023年のダイヤ改正には、無人駅では一部のドアのみが開く方式から全駅ですべてのドアが開くように変更された。
天理駅構内北側に留置線群があり、後述の「天理臨」といった団体列車の留置などで使用されていたが、団体列車の設定が減少した一方、2008年のおおさか東線開業に伴い奈良電車区（現：吹田総合車両所奈良支所）での夜間留置車両が増加したため、非電化であったこの留置線群を電化して夜間留置している。このため、早朝・深夜に入出区のために天理駅発着の回送列車が設定されている。

### 臨時列車
天理教の祭礼があるときは、天王寺方面からの臨時列車が運転される。主に大和路快速や快速の延長運転の形で設定される。以前は、奈良駅で車両の切り離し・連結を行い、当線内は2両編成から4両編成で運転されていたが、現在では車両の切り離し・連結作業は行っていない。天理行きの列車のダイヤは祭典の開始に間に合わないため利用者が少ない。また帰りの列車は祭典が終わった後に設定されているため一定の利用者がいるが、定期列車にも分散するため混雑するには至っていない。
天理教の祭礼にあわせて、天王寺方面からの臨時列車のほか、日本全国各地から天理駅へ向けて「天理臨」と呼ばれる団体列車が運転され、この時に限り普段地元では見ることのできない車両を見ることができる。しかし、これらの設定は減少傾向にあり、関東からの天理臨は天理発2011年1月26日を最後に運転終了となった。
また、沿線でラジオウォークなどのイベントや、遺跡などが発掘されると、駅員を派遣したり、臨時列車を運転することもある。
普段は物静かな駅が突如として現地説明会に向かう乗客で溢れかえることもあり、1998年1月に柳本駅近くの黒塚古墳で33枚の三角縁神獣鏡が発見されたときは、臨時快速（停車駅：奈良・天理・柳本・三輪・桜井・高田）が13往復運転され、2日間で2万人が押し寄せ、駅や列車はラッシュ並みに混雑したという。また、2009年11月に桜井市の纒向遺跡で、邪馬台国の宮殿だった可能性のある大型建物跡が見つかった時にも臨時列車の運転が行われた。

#### 奈良万葉レジャー号
2010年秋までの春・秋行楽時の土曜・休日に「奈良万葉レジャー号」が、大阪駅から奈良駅・桜井線経由で高田駅まで運転されていた。大阪環状線・大和路線内は大和路快速または快速に併結して奈良駅で分割を行い、桜井線内は臨時列車として運転されていた。
大阪側の発駅は年度やシーズンにより、大阪発もしくはJR難波発または両駅発と異なっていたが、2009年3月以降は大阪発のみが運転されていた。2006年3月のダイヤ改正でJR難波発のみとなったが、2007年3月のダイヤ改正では、数本ではあるが大阪発の列車も設定されていた。以前は、大阪駅 - 奈良駅間は定期の大和路快速、奈良駅 - 高田駅間は臨時普通として1往復の運転を行っていた。2010年度は再び大阪発とJR難波発が設定され、さらに桜井発奈良経由JR難波行も設定されている。
2009年度までは「山の辺の道レジャー号」として運転されていた。

#### 年末年始の運行形態
大晦日から元旦にかけて、終夜運転が奈良駅 - 桜井駅間で約30 - 60分間間隔で行われる。多客に対応するため全列車に車掌が乗務している。
2017年度は桜井線からの直通で行われていた和歌山線高田駅 - 王寺駅間の終夜運転は中止となり、2018年度は奈良駅 - 桜井駅間で約30分間隔、桜井駅 - 高田駅間で約60分間隔での終夜運転に縮小され、2019年度は桜井駅 - 高田駅間でも運転は中止になった。2020年度は大晦日の終電後から元日午前3時頃にかけ、奈良駅 - 桜井駅間で約30分間隔での臨時列車を運行する予定であったが、新型コロナウイルス感染症拡大の状況を鑑み、臨時列車の運行は取り止めとなった。
また正月三が日の日中には、奈良駅 - 高田駅間に臨時列車が1時間あたり1本運転され、1時間あたりの運転本数は、奈良駅 - 桜井駅では3本、奈良駅 - 高田駅間では2本となっていた。なお臨時列車運転のため概ね9時から17時30分の間は列車の時刻が変更され、多客対応のために4両または6両編成で運転して車掌が乗務しているほか、通常ダイヤでは高田駅から和歌山線に直通する2両編成の列車は、桜井線内の混雑に対応できないため高田駅で系統分割を行い、和歌山線に直通せずに高田駅で折り返す運用を行っていた。2018年度まではかつて使用されていた105系のほか、103系・201系・221系が運用されていた。2019年度は227系1000番台のほか221系が使用された。

## 使用車両

### 現在の使用車両
すべて電車が使用されている。
- 227系1000番台
  - 2019年3月16日のダイヤ改正から運行を開始した[26][27]。2019年9月30日には老朽化した105系からの置き換えが完了した[28]。
- 221系
  - 吹田総合車両所奈良支所所属の4両編成と6両編成が朝ラッシュ時に運用されているほか、毎月26日の奈良 - 天理間の臨時列車、正月三が日などの多客時に運行されている。

このほかに定期旅客運用は存在しないが、吹田総合車両所奈良支所所属の205系が朝晩の天理駅留置線に入出庫する回送列車として運行されている。

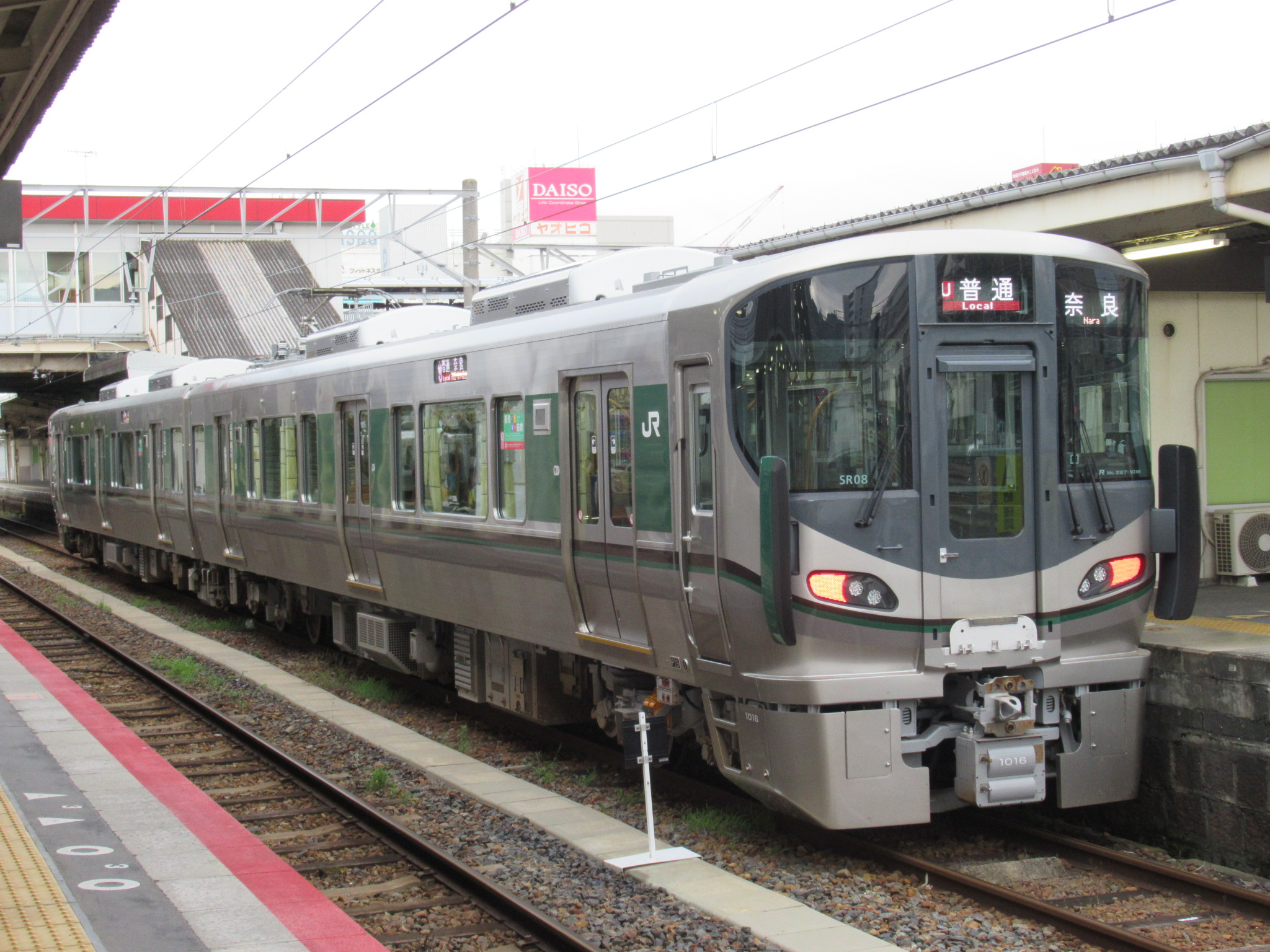
227系1000番台

### 過去の使用車両
電車

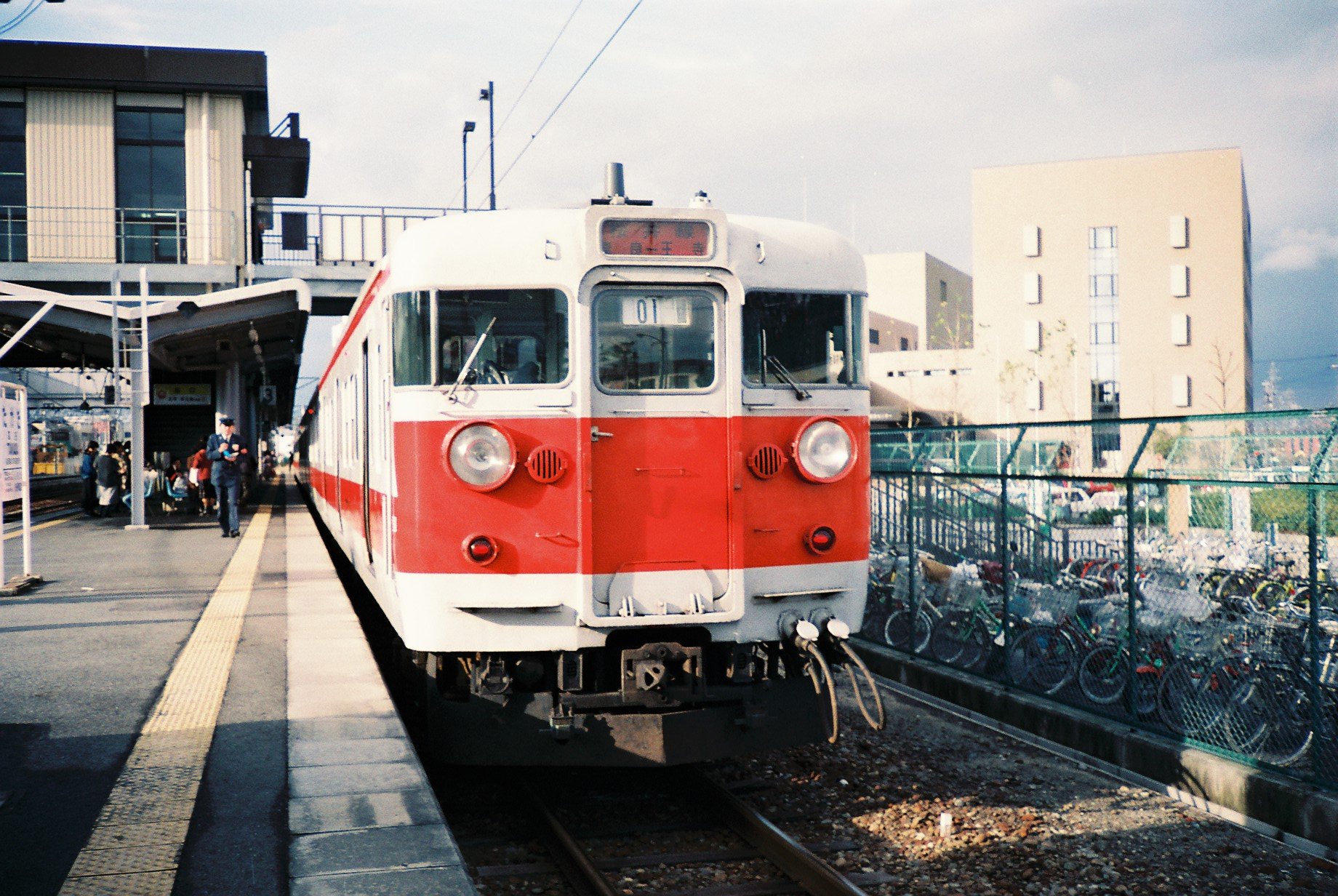
113系
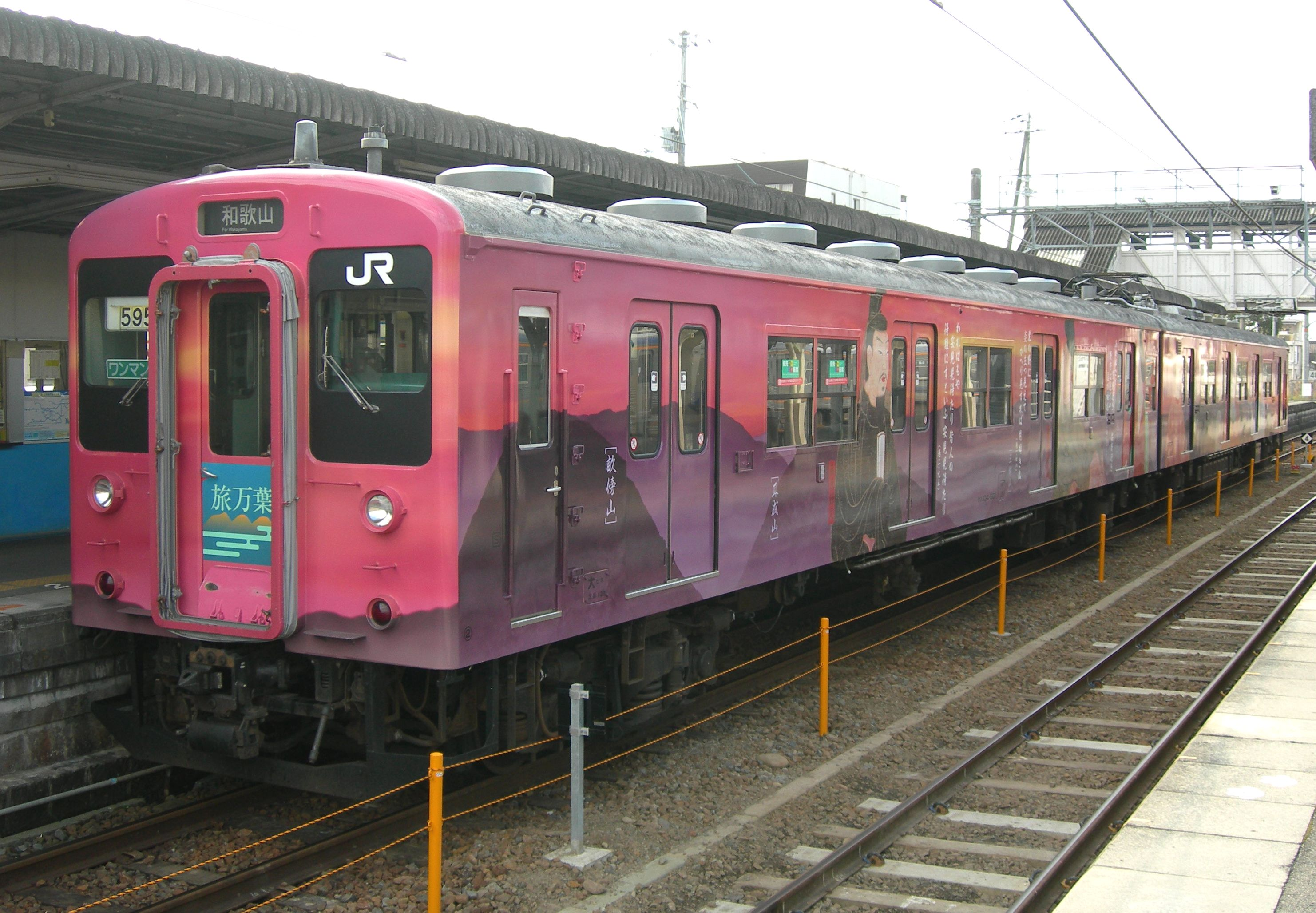
105系ラッピング車「旅万葉」
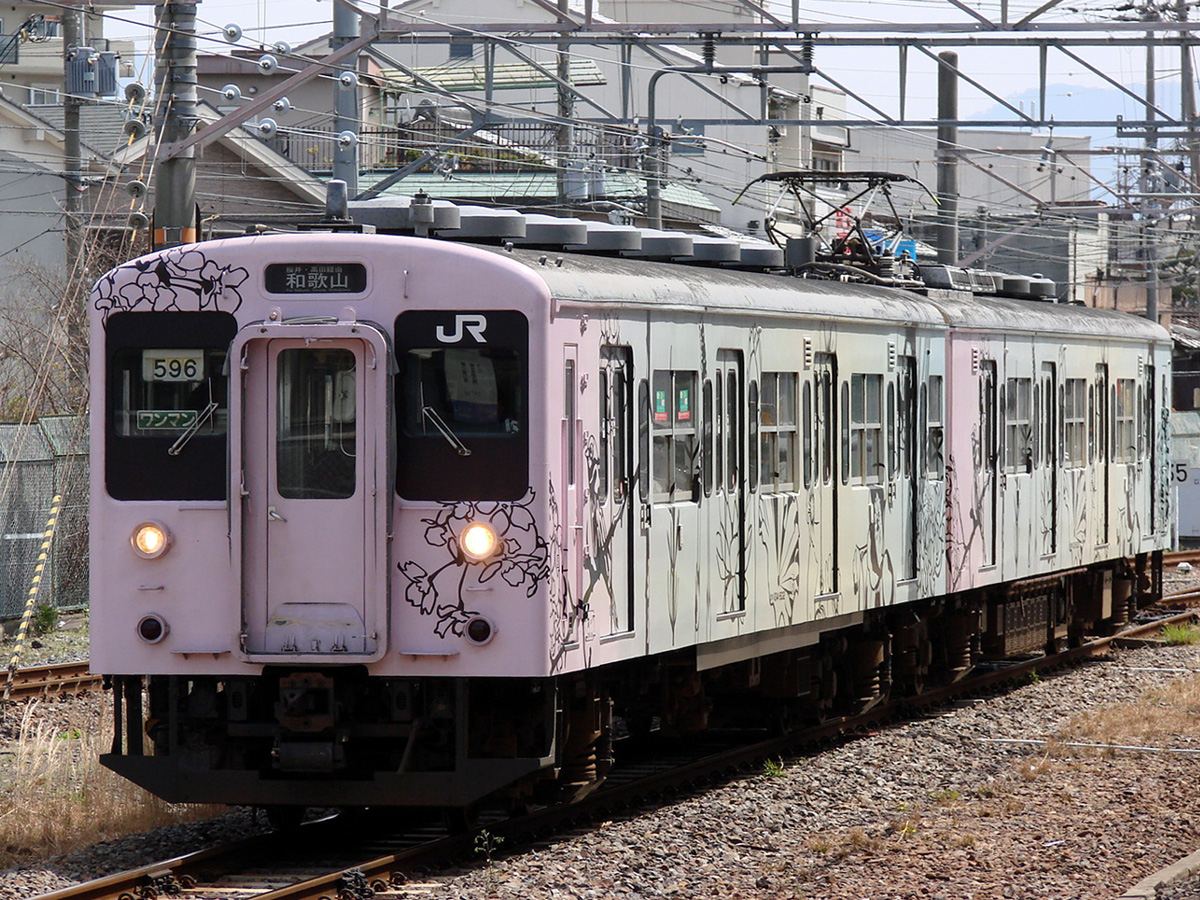
105系ラッピング車「万葉の四季」（W2編成バージョン）
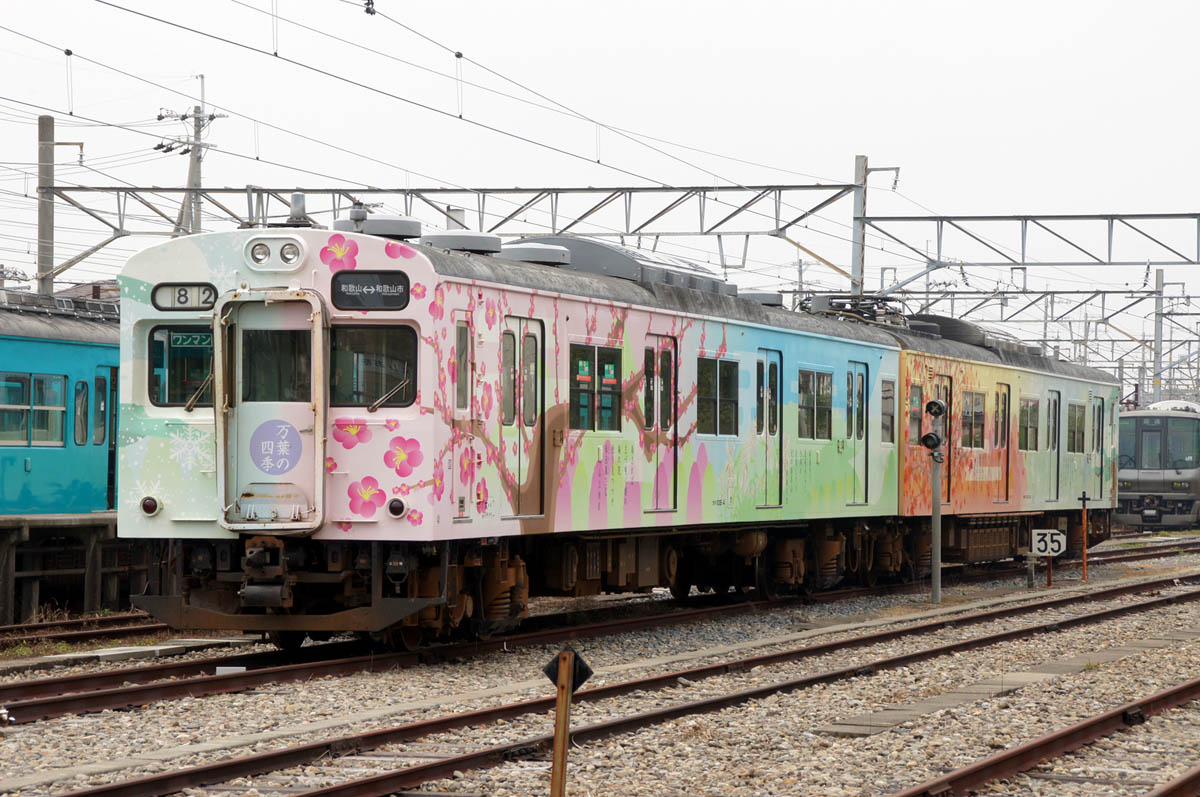
105系ラッピング車「万葉の四季」（W7編成バージョン）
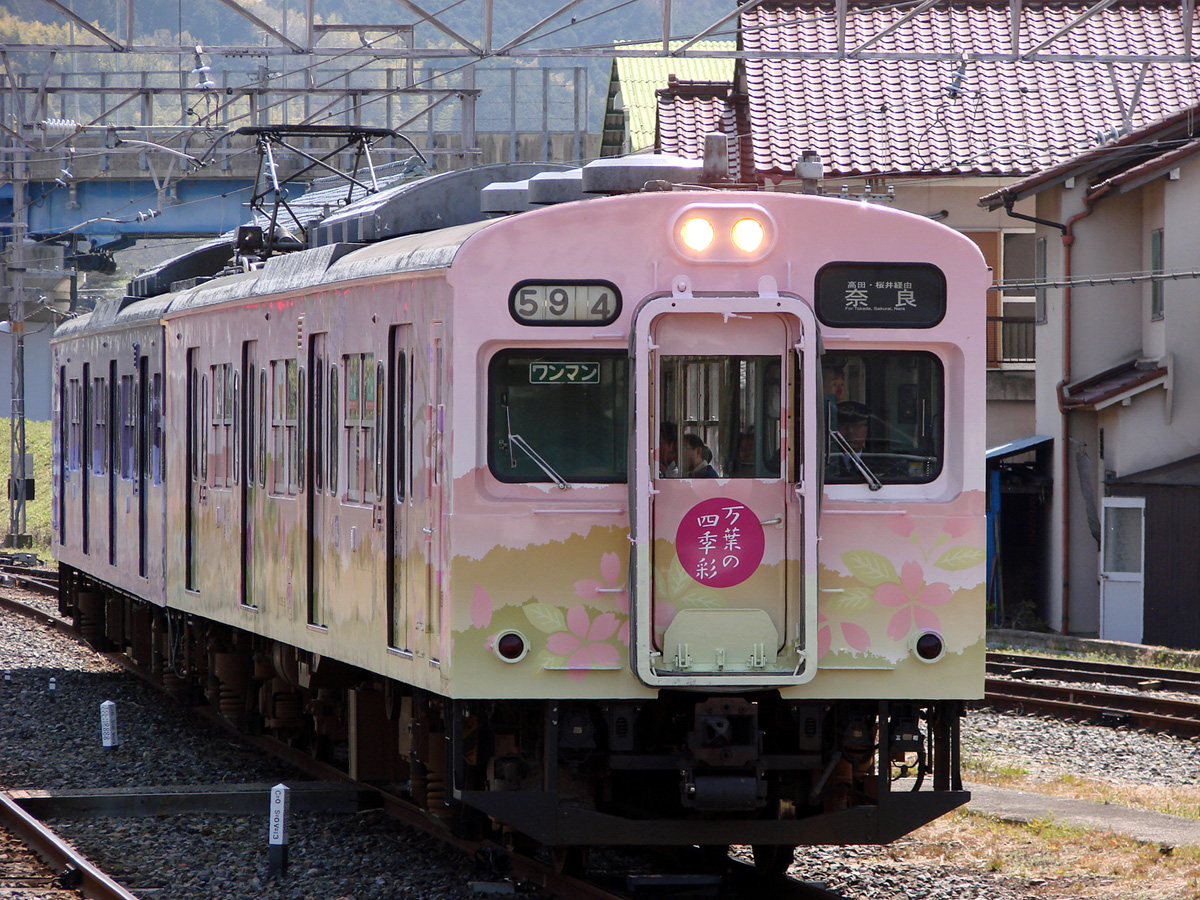
105系ラッピング車「万葉の四季彩」

- 103系
- 105系
  - 吹田総合車両所日根野支所新在家派出所に所属し、桜井線（万葉まほろば線）の主力車両となっていた。桜井線では4扉車の500番台が使用されていた。ワンマン運転に対応し、基本的に2両編成で運転されていたが、平日の王寺発桜井線経由奈良行1本は4両編成で運転しており、車掌が乗務していた。
  - 桜井線（万葉まほろば線）・和歌山線の利用促進と観光振興のため、このうち4編成にラッピングを施した観光列車を2009年11月29日から運転していた。1編成目の「旅万葉」に続き、同年12月6日から「万葉の四季」（W2編成）、2010年3月13日から「万葉の四季」（W7編成）、同年4月1日から「万葉の四季彩」が運転された。

- 201系 - 2022年3月以降は臨時列車のみの運用であった。

気動車
電化前に使用
- キハ10系
- キハ20系
- キハ35系
- キハ45系
- キハ58系
- キハ65形

- 113系
- 105系ラッピング車「旅万葉」
- 105系ラッピング車「万葉の四季」（W2編成バージョン）
- 105系ラッピング車「万葉の四季」（W7編成バージョン）
- 105系ラッピング車「万葉の四季彩」

## 歴史
奈良駅 - 桜井駅間は、京都駅 - 奈良駅間を営業していた奈良鉄道によって、桜井駅 - 高田駅間は湊町駅（現在のJR難波駅） - 奈良駅間などと共に（初代）大阪鉄道によって開業した。両社の路線は関西鉄道に譲渡された後国有化され、のちに現在のJR西日本の路線となっている。
- 1893年（明治26年）5月23日：大阪鉄道 の王寺駅 - 高田駅間を延伸する形で、高田駅 - 桜井駅間（6M≒9.66 km）が開業[32]。畝傍駅・桜井駅が開業。
- 1898年（明治31年）5月11日：奈良鉄道により京終駅 - 桜井駅間（10M10C≒16.29 km）が開業[32]。京終駅・帯解駅・櫟本駅・丹波市駅（現在の天理駅）・柳本駅・三輪駅が開業。
- 1899年（明治32年）
  - 2月11日：奈良駅 - 京終駅間の貨物用仮連絡線が開業[32]。
  - 10月14日：奈良駅 - 京終駅間（1M5C ≒ 1.71 km）が正式に開業し全通[32]。
- 1900年（明治33年）6月6日：大阪鉄道が関西鉄道に路線を譲渡[32]。
- 1901年（明治34年）1月25日：高田駅 - 桜井駅間の営業距離が2C（≒0.04 km）延長。
- 1902年（明治35年）11月12日：営業距離の単位がマイル・チェーンからマイルのみに簡略化（高田駅 - 桜井駅間 6M2C→6.0M、奈良駅 - 桜井駅間 12M15C→12.2M）。
- 1905年（明治38年）2月7日：奈良鉄道が関西鉄道に路線を譲渡[32]。
- 1907年（明治40年）10月1日：関西鉄道が国有化[32]。
- 1909年（明治42年）10月12日：国有鉄道線路名称制定により、奈良駅 - 高田駅間が桜井線になる[32]。
- 1913年（大正2年）4月21日：香久山駅・金橋駅が開業。
- 1914年（大正3年）
  - 5月1日：蒸気動車運転開始（桜井-奈良間）[33]
  - 8月20日：長柄駅が開業。
- 1905年（昭和5年）4月1日：営業距離の単位がマイルからメートルに変更（18.2M → 29.4 km）。
- 1955年（昭和30年）2月15日：全列車が気動車に統一[34][35]。
- 1955年（昭和30年）8月1日：巻向駅が開業。
- 1963年（昭和38年）5月25日：丹波市駅が天理市駅に改称[32]。
- 1965年（昭和40年）9月1日：天理市駅が移転・高架化され天理駅に改称[32]。
- 1966年（昭和41年）10月1日：京都駅・名古屋駅 - 白浜駅間（奈良線・関西本線・和歌山線・紀勢本線経由）の急行「はまゆう」1往復および新宮駅→名古屋駅間（紀勢本線・和歌山線・関西本線経由）の急行「はやたま」片道1本が桜井線経由に変更[32]。
- 1968年（昭和43年）10月1日：急行「はまゆう」「はやたま」が「しらはま」に改称[32]。
- 1976年（昭和51年）1月12日：奈良駅 - 天理駅間が自動信号化[36]。
- 1979年（昭和54年）
  - 2月1日：天理駅 - 高田駅間が自動信号化[37]。
  - 12月14日：列車集中制御装置 (CTC) が導入される[38]。
- 1980年（昭和55年）
  - 3月3日：奈良駅 - 高田駅間が電化[32]。
  - 10月1日：京都駅 - 白浜駅間[注釈 1]および新宮駅→名古屋駅間の急行「しらはま」が廃止[32]。京都駅 - 和歌山駅間に奈良線・桜井線・和歌山線経由で急行「紀ノ川」が1往復運転開始[32]。
- 1983年（昭和58年）4月1日：貨物営業廃止[32]。
- 1984年（昭和59年）10月1日：急行「紀ノ川」廃止[32]。奈良線が電化され、京都駅 - 桜井駅間で昼間時間帯に普通列車の直通運転開始。
- 1986年（昭和61年）8月1日 - 7日：「あなたとなら大和路」キャンペーンの一環として、C56 160による「SL大和路号」が奈良駅 - 王寺駅間で1日1往復運転[32]。
- 1987年（昭和62年）4月1日：国鉄分割民営化により西日本旅客鉄道に承継[32]。
- 1991年（平成3年）12月3日：一部の列車でワンマン運転開始[39]（全列車58本のうち27本）[40]。
- 1994年（平成6年）9月4日：ダイヤ改正で奈良線への直通運転が廃止。
- 2003年（平成15年）10月1日：コンコースの喫煙コーナーが廃止[41]。
- 2005年（平成17年）3月1日：全線で「ICOCA」「Jスルーカード」の利用エリアになる[42][43]。
- 2007年（平成19年）11月11日：天王寺指令所から新大阪総合指令所に移管[44]。小規模線区自動進路制御装置 (SRC) が導入[44][45]。
- 2009年（平成21年）
  - 11月29日：奈良旅万葉ラッピング列車の運転開始[29]。
  - 3月1日：Jスルーカードの利用が終了[46]。
- 2010年（平成22年）
  - 3月13日：万葉まほろば線の愛称の使用が開始[3]。
  - 6月28日：無人駅への簡易券売機設置に伴い、ワンマン列車の乗車整理券を廃止。
- 2019年（平成31年）
  - 3月16日：この日のダイヤ改正から227系電車営業運転開始[26]（ただし万葉まほろば線での運用は6月1日から）。

## 駅一覧
- 定期列車は快速も含めて全列車がすべての駅に停車。ただし、臨時列車の快速は停車しない駅がある。
- 線路（全線単線） … ◇：列車交換可能、｜：列車交換不可
- 全駅奈良県内に所在。

| 駅名     | 営業キロ | 営業キロ | 接続路線                                                         | 線路 | 所在地     |
| 駅名     | 駅間     | 累計     | 接続路線                                                         | 線路 | 所在地     |
| -------- | -------- | -------- | ---------------------------------------------------------------- | ---- | ---------- |
| 奈良駅   | -        | 0.0      | 西日本旅客鉄道： 関西本線（大和路線：JR-Q36）・ 奈良線（JR-D21） | ◇    | 奈良市     |
| 京終駅   | 1.9      | 1.9      |                                                                  | ◇    | 奈良市     |
| 帯解駅   | 2.9      | 4.8      |                                                                  | ◇    | 奈良市     |
| 櫟本駅   | 2.5      | 7.3      |                                                                  | ◇    | 天理市     |
| 天理駅   | 2.3      | 9.6      | 近畿日本鉄道：H 天理線（H35）                                    | ◇    | 天理市     |
| 長柄駅   | 3.0      | 12.6     |                                                                  | ｜   | 天理市     |
| 柳本駅   | 1.7      | 14.3     |                                                                  | ◇    | 天理市     |
| 巻向駅   | 1.6      | 15.9     |                                                                  | ｜   | 桜井市     |
| 三輪駅   | 2.1      | 18.0     |                                                                  | ◇    | 桜井市     |
| 桜井駅   | 1.7      | 19.7     | 近畿日本鉄道：D 大阪線（D42）                                    | ◇    | 桜井市     |
| 香久山駅 | 2.0      | 21.7     |                                                                  | ｜   | 橿原市     |
| 畝傍駅   | 3.0      | 24.7     |                                                                  | ◇    | 橿原市     |
| 金橋駅   | 2.6      | 27.3     |                                                                  | ｜   | 橿原市     |
| 高田駅   | 2.1      | 29.4     | 西日本旅客鉄道： 和歌山線                                        | ◇    | 大和高田市 |

1. ↑  奈良線の正式な起終点は関西本線木津駅だが、運転系統上は全列車が奈良駅に乗り入れる。

有人駅は奈良駅・天理駅・桜井駅・高田駅（桜井駅のみJR西日本交通サービスによる業務委託駅、それ以外はJR西日本直営駅）のみで、そのほかは無人駅である。無人駅ではICカード専用の簡易型自動改札機および、ICカード対応の自動券売機が設置されている。

### 過去の接続路線
- 桜井駅：
  - 大阪電気軌道長谷線 - 1938年2月1日廃止
  - 大和鉄道 - 1944年1月11日休止、1958年12月27日廃止
- 畝傍駅：近畿日本鉄道小房線 - 1945年6月1日旅客営業休止、1950年7月1日休止、1952年9月1日廃止

## 平均通過人員
各年度の平均通過人員（人/日）は以下のとおりである。
| 年度                   | 平均通過人員（人/日） | 出典   |
| 年度                   | 奈良 - 高田           | 出典   |
| ---------------------- | --------------------- | ------ |
| 2013年度（平成25年度） | 5,371                 | [ 47 ] |
| 2014年度（平成26年度） | 5,304                 | [ 48 ] |
| 2015年度（平成27年度） | 5,492                 | [ 49 ] |
| 2016年度（平成28年度） | 5,354                 | [ 50 ] |
| 2017年度（平成29年度） | 5,328                 | [ 51 ] |
| 2018年度（平成30年度） | 5,063                 | [ 52 ] |
| 2019年度（令和元年度） | 5,102                 | [ 53 ] |
| 2020年度（令和02年度） | 3,695                 | [ 54 ] |
| 2021年度（令和03年度） | 4,162                 | [ 55 ] |
| 2022年度（令和04年度） | 4,637                 | [ 56 ] |
| 2023年度（令和05年度） | 4,628                 | [ 57 ] |